# Kościół Świętego Krzyża w Pradze
Kościół Świętego Krzyża (czeski: Kostel svatého Kříže) – zabytkowy kościół w Pradze, w Nowym Mieście (ulica Na příkopě).
Kościół został zbudowany w stylu empire w latach 1816-1824. Autorem projektu jest architekt Jindřich Fisher, a budowniczym Jindřich Hausknecht. Fasadę kościoła zdobią dwie kolumny i dwa pilastry z jońskimi głowicami. Nad wejściem znajduje się łaciński napis "CRUX AVE SPES UNICA" (Bądź pozdrowiony Krzyżu, jedyna nadziejo). Na dachu znajduje się złoty krzyż. Wnętrze kościoła jest urządzone w stylu epoki.